# 森下由香
森下 由香（もりした ゆかり、1992年〈平成4年〉12月8日 - ）は、日本のフリーアナウンサー。ジョイスタッフ所属。広島県尾道市出身。

## 来歴
広島県尾道市出身。射手座のO型で右利きである。広島市内の高校から神奈川大学に進学した。
学生時代に東日本大震災のボランティアを経験し、「命を守る報道をしたい」と考えてアナウンサーを志望した。
2022年2月、西日本放送を退社。

## 人物
趣味は、カープ観戦、読書。

特技は、百ます計算、七宝焼きづくり

## 過去の担当番組
- WHAT'Sなにコレ!?（毎週月曜深夜） - なにこれ!?記者
- every.フライデー（毎週金曜） - MC
- RNCニューススポット
- MUSIC STATE 火曜パーソナリティー　(LuckyFM茨城放送、2023年7月4日 - 2024年9月24日)